# Carlos Fuentes Argüelles
Carlos Fuentes Argüelles ( Aguascalientes, 29 de marzo de 1929) es un locutor mexicano.

## Primeros años
En la Escuela de Ferrocarrileros, Manuel Fernández, realizó su primera transmisión radiofónica en 1939 (presentación hecha a través de XEBI de Ags.) 
Se inició oficialmente en la radio el 8 de abril de 1945 en la difusora XERO de Aguascalientes. 
Obtuvo su permiso de comunicaciones en Guadalajara, Jalisco, el 12 de abril de 1945, (SCOP, n.º 858).
Poco después, fue locutor en XEBM de San Luis Potosí y participó en KGBT-AM de Texas, EUA e ingresaría más delante, en León, Guanajuato, a XERZ, XERW y en presentaciones en XEFM. 
Colaboró, por invitación de Rafael C. Navarro, en la Ciudad de México, en la naciente XEX, la estación, en ese momento, más potente del mundo.

## Carrera

### Locutor principal de Radio Cadena Nacional, RCN
Bajo las instrucciones directas de Rafael Cutberto Navarro, inauguró y supervisó difusoras como XET-AM de Monterrey, XEKQ de Chiapas, XEE de Durango, XEVA de Villahermosa, Tabasco, XEKZ de Oaxaca, XEROO; Quintana Roo, XECAM, Campeche, XEQW-AM; Mérida, Yucatán y otras más en las que producía y conducía programas de fama como "Radio Chismógrafo" y presentaciones especiales, por caso, la transmisión especial desde San Pablo Guelatao en ocasión de la colocación de una escultura de Benito Juárez por el presidente del país, o el nombramiento de la catedral de Oaxaca como basílica por el arzobispo José Gariby Rivera. El locutor Fuentes era, por tanto, el visitador oficial. 
Fuentes fue locutor también de XERCN, Ciudad de México (en nuestros días, XERED-AM), estación piloto de la importante cadena y de difusoras como XEBB de Acapulco, Gro.

### Maratón radiofónico y Estaciones del Bajío

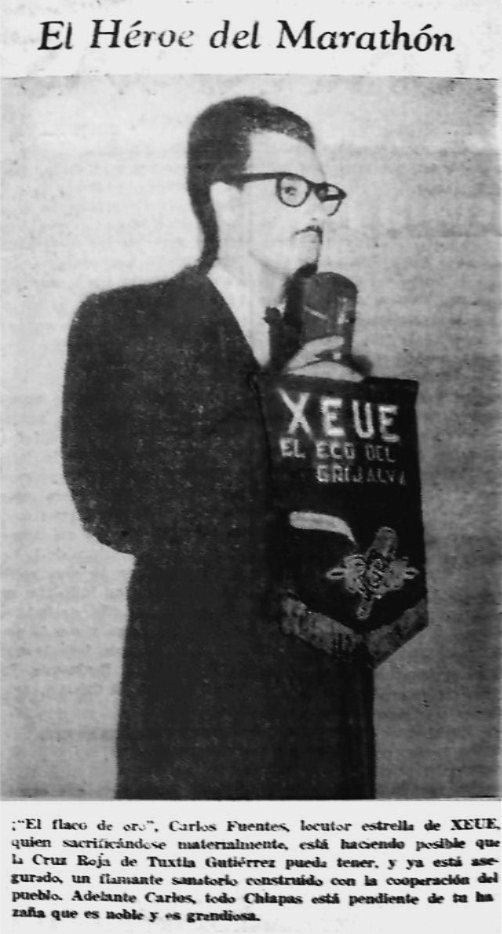
Fuentes en el maratón radiofónico de XEUE, en los años cincuenta.

En diciembre de 1957, en la emisora XEUE, realizó el maratón radiofónico (pionero de los siguientes) de casi cien horas para instaurar la Cruz Roja en Tuxtla Gutiérrez, Chiapas. En esa década, fue el instructor de locutores por parte de la mencionada cadena radiofónica en Oaxaca (XEOA)y el sureste del país, también en Ciudad Juárez y en Torreón, Coahuila, al norte de la nación. También colaboró en XEAX de Oaxaca.
Más delante, fue locutor nuevamente, en León, Guanajuato. de XELEO, XELG-AM, y, desde su inauguración y por múltiples periodos, en  XEKX (misma que instaló al igual que la XELJ de Lagos de Moreno, Jalisco), en XEAV-AM-Canal 58- a la que desarrollò su afamada distinción: -Al ritmo de la época y al gusto de usted- y en XHG-TV, Canal -4- de Guadalajara, Jal. y en tantas otras desde las que transmitió eventos de envergadura con memorables coberturas estatales de interés.

### Radiópolis en Ciudad de México;XEB

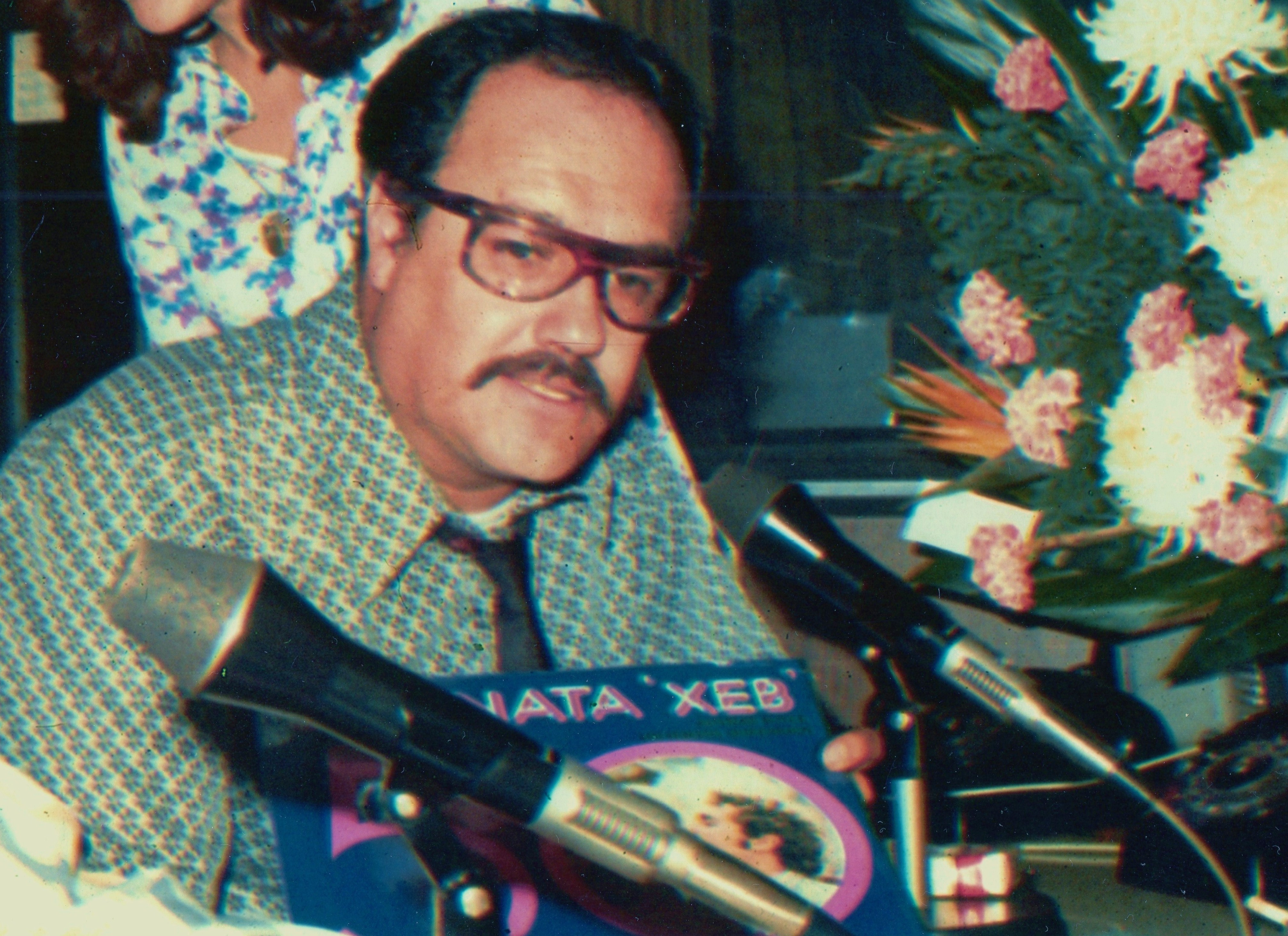
Fotografiado en 1973.

En julio de 1965, fue invitado por Mario Vargas al Sistema Radiópolis, siendo locutor de XEQ, XEDF (ahora XERFR-AM), XERPM (actualmente, XEDTL-AM), XEN-AM, (de la que fue director artístico), de algunos canales televisivos, como XHGC y de XEB (primera emisora de la república y en la que permaneció a lo largo de dos décadas) y donde además de voz oficial, condujo por muchos años el programa emblemático "Serenata XEB", que le atrajo fama mundial por la proyección de la emisora (canal libre internacional con cien mil watts de potencia), el estilo de su personalidad y alternando con otros famosos locutores.
Llevó a cabo, junto a artistas de importancia, en 1972, el maratón en Zacatecas a beneficio de la Cruz Roja mediante la difusora XELK.
Fuentes fue la voz de incontables anuncios comerciales, campañas publicitarias, ceremonias, conmemoraciones, festivales y actividades deportivas.
En los años noventa, encabezó la gerencia de XHML, Estéreo Vida en Guanajuato, además de ser locutor comercial. 
Más tarde, ingresó a XEN donde condujo muchos programas célebres a lo largo de quince años, en varias épocas y formatos de la estación: Radio Mundo, después RadioSportiva, luego Ondas del Lago (donde fue el titular de Tè danzante) y, en Grupo Radio Centro, Radio 690, actualmente, -La 69-. 
Fue invitado estelar a principios del siglo a la difusora El Fonógrafo (XEJP-AM)  y otras estaciones de Grupo Radio Centro.

### Programas y consagración

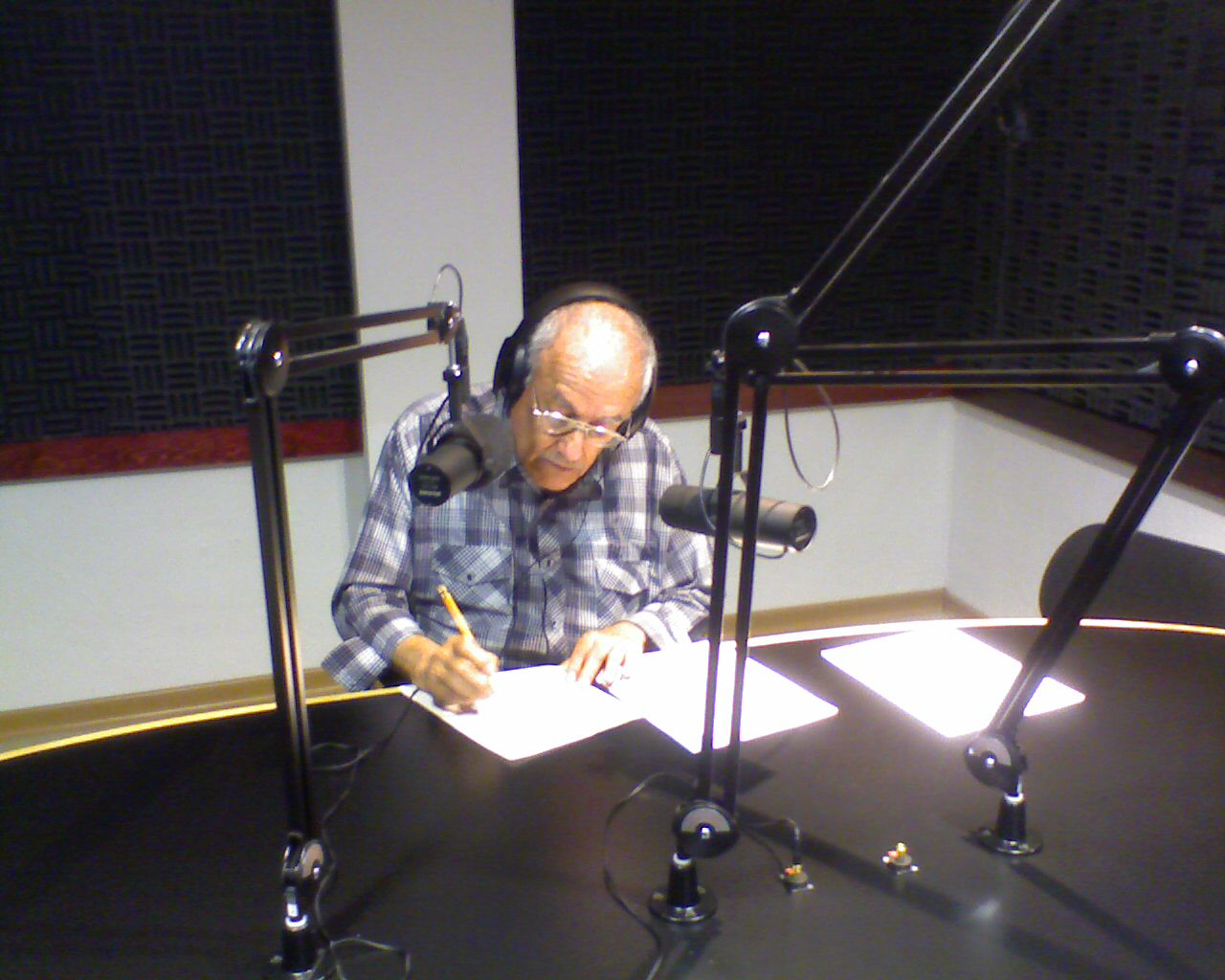
Conduciendo un programa radiofónico, en 2008.

Fuentes se ha desempeñado, a decir de colegas, radiodifusores  y periodistas, con singular profesionalismo como locutor comercial, narrador, noticiero, (como en CINEMUNDIAL), declamador, productor, cronista deportivo y taurino, maestro de ceremonias, radiotécnico y actor de radionovelas, principalmente de las transmitidas por XEW, bajo la dirección de Manuel Canseco Noriega. 
Charlista y conductor de más de un centenar de programas, entre los que se recuerdan "Acordes de Cristal", "Metales Vivientes", "Ring 58", "La hora de Carlos Fuentes", "Teatro dominical", "Cartas de amor", "La voz; La Hora de Frank Sinatra", "El Epistolario del Amor", "Amigos de Agustín Lara", "Voces y guitarras", "Bailando a la media noche", "Sobre Ruedas, CANACAR", "Oro viejo", "Serenata Ranchera", "Serenata con la Trova Yucateca", etc., Fuentes ha sido maestro de ceremonias de incontables actividades sonadas, celebraciones y programas de teatro - estudio y solía presentar las giras teatrales con el renombrado locutor Jorge Marrón, "Dr. I. Q.".
El locutor Fuentes Argüelles ha dictado conferencias sobre medios de comunicación, charlas sobre radiofonía y televisión, mesas redondas y coloquios en múltiples recintos, ha realizado presentaciones poéticas y literarias;
ha grabado discos poéticos y ha escrito sobre radiodifusión en varios medios (p. ej. la columna Microfoneando con el seudónimo de Vulcano en León, Gto.), generales y especializados, y para el Archivo General de la Nación. 
En la actualidad, es el autor de la seccíón "Y recuerdo que..." de la revista sobre radiofonía Voces al aire.

### Vida posterior
Carlos Fuentes A. ha recibido la Medalla Carlos Pickering y varios homenajes de la Asociación Nal. de Locutores, A.C. y de diversas instituciones culturales de prestigio y radiodifusoras; premios, preseas y distinciones especiales en todo el país por universidades, fundaciones y sociedades. Miembro honorario de importantes asociaciones, el locutor ha sido agasajado por municipios y festividades populares en Oaxaca y otros estados; y en la Ciudad de México (La Trova Yucateca).  
En 2003 plasmó las huellas de sus manos en el Paseo de las Luminarias, en Plaza Galerías y en 2007, fue condecorado con la "Musa de la Radio" por su trayectoria. Recientemente, recibió un reconocimiento por el grupo "Gente de Radio".
Existe en internet, un grupo de admiradores dedicado a Carlos Fuentes A. 
Frecuentemente entrevistado para radio, prensa y televisión, su figura ha aparecido repetidamente en historietas (denominadas cómics) de circulación nacional. 
La cantautora Rita Nieto ha compuesto el corrido biográfico: <Carlos Fuentes Argüelles, decano de los locutores>.
- Datos: Q5750390